# Louis François Boy
Louis François Boy, né le 25 août 1768 à Lérouville (Meuse), mort le 27 décembre 1842 à Commercy (Meuse), est un général de brigade français du Premier Empire.

## États de service
Il entre en service le 4 août 1791 comme capitaine dans la compagnie des volontaires de Commercy, il fait partie le 23 septembre suivant du 4e bataillon incorporé à la 28e demi-brigade de ligne et il sert alors à l’armée du Nord dans la division des Ardennes en 1792 et 1793. Il est fait prisonnier le 11 floréal an II (30 avril 1794) à la bataille de Landrecies et conduit en Hongrie. Il est libéré le 28 thermidor an III (15 août 1795) et rejoint son corps en brumaire an IV (octobre 1795).
Il fait les campagnes de l’an IV à l’an VI à l’armée de l'Intérieur et celle de l’an VII sur le Danube. Passé à l’armée de réserve en l’an VIII, il s’y distingue le 20 prairial (9 juin 1800) à la bataille de Montebello, lorsque le corps d'armée du général autrichien Ott, fort de 17 000 combattants parait sur les hauteurs de Casteggio. L’avant-garde française, qui ne compte que 6 000 hommes arrête un instant l’ennemi, mais ébranlée par le feu de 3 pièces de canon chargées de mitraille, elle va se replier, lorsque le capitaine Boy se précipite à la tête de sa compagnie et force l’artillerie à se retirer. Il est blessé par un coup de feu à l’épaule gauche qui ne l’empêche pas quatre jours après d’être à la bataille de Marengo, où il sauve une pièce de canon.
Nommé chef de bataillon le 30 prairial an VIII (19 juin 1800), il se trouve au passage de Mincio le 4 nivôse an IX (25 décembre 1800) où il fait mettre son bataillon en carré et repousse par un feu très vif l’ennemi. Rentré en France en l’an X, la 28e demi-brigade va s’installer à Limoges, puis à Calais et enfin au camp de Boulogne et il est fait chevalier de la Légion d’honneur le 25 prairial an XII (14 juin 1804).
Il est admis à la retraite le 3 fructidor an XIII (21 août 1805), et il est désigné le 14 pour prendre le commandement de la 1re compagnie de réserve du département de la Seine-Inférieure mais il ne rejoint pas son affectation car le 4 brumaire an XIV (26 octobre 1805), il est nommé commandant d’arme de Landshut et il est réintégré dans le 28e Régiment de ligne le 26 brumaire (17 novembre 1805). Remplacé le 5 frimaire (26 novembre 1805) et mis à la suite de l’État-major du 4e corps, il est autorisé le 11 juillet 1806 à passer au service de Naples. Major au 2e régiment de ligne Napolitain le 24 novembre 1806, il est promu colonel du 1er régiment de ligne napolitain le 23 mai 1808. Il fait la campagne de 1809 à la Grande Armée et est chargé de diverses opérations dans le Tyrol.
En 1810, il rejoint l’armée d’Espagne et il est blessé à la jambe droite lors d’une reconnaissance sur Oletta. Il prend part à l’affaire de Mataró et à divers combats sur l’Ebre. À la fin 1811 il est de retour à Naples où il prend le commandement de l’île de Capri. Le 31 janvier 1814 il est promu général de brigade et il est fait prisonnier le 30 mai 1815 lors de la capitulation de Naples et ne revient en France que le 15 juin 1816. 
Il entre dans les cadres de l’armée le 11 novembre 1816 avec le grade de colonel d’État-major et il est fait chevalier de Saint-Louis le 19 août 1818. Mis en non-activité le 8 juillet 1820, il est admis à la retraite le 14 janvier 1823 et une ordonnance royale du 11 février 1824 lui confère le grade de Maréchal de camp.